# Random Encounters
Random Encounters（ランダムエンカウンターズ）は、AJ・ピンカートンとピーター・スリニヴァサンが共同で制作したアメリカ合衆国のミュージカル・ウェブシリーズ。
YouTubeでデビューして以降、Random Encountersは様々なフェスティバルやコンベンションに参加し、ライブを行ってきた。